# Xa lộ Puerto Rico 22
Xa lộ Puerto Rico 22 (cũng là một phần của Xa lộ Liên tiểu bang PRI-2 không biển dấu) là một xa lộ thu phí dài 51 dặm  (83-km) tại duyên hải phía bắc của Puerto Rico, kết nối thành phố San Juan và thành phố Hatillo. Xa lộ này cũng có tên là Xa lộ cao tốc José de Diego (Tiếng Tây Ban Nha: Expreso De Diego).  Nó là một xa lộ 4 làn xe suốt phần lớn chiều dài của nó, nhưng mở rộng đến 12 làn xe tại vùng đô thị San Juan.  Xa lộ này thường hay kẹt xe, đặc biệt là vào giờ cao điểm.
Xa lộ này là một phần thuộc Hệ thống Xa lộ Liên tiểu bang.

## Mô tả xa lộ
PR-22 là xa lộ đông đúc xe cộ nhất của Puerto Rico. PR-22 chạy song song với PR-2. Không giống PR-22, PR-2 không phải là một xa lộ cao tốc, và có vô số đèn tín hiệu giao thông xuyên suốt con đường đi của nó. Việc xây dựng xa lộ PR-22 đã giúp giảm kẹt xe trên PR-2. Điểm đầu phía đông của nó nằm tại PR-26 (một xa lộ cao tốc không thu phí) tại Santurce. Xa lộ đi tránh tất cả các thành phố mà PR-2 đi qua. Điểm đầu phía tây của PR-22 nằm ở PR-2 tại Hatillo. Từ đây, PR-2 tiếp tục đi đến Aguadilla và Mayagüez, rồi kết thúc tại Ponce.
Sau đây là danh sách các khu tự quản/thị trấn mà PR-22 đi qua, theo thứ tự từ thành phố San Juan đến Hatillo (chiều đi hướng tây): San Juan, Cataño, Guaynabo, Bayamón, Toa Baja, Dorado, Vega Alta, Vega Baja, Manatí, Barceloneta, Arecibo, Hatillo

## Lịch sử
Việc xây dựng xa lộ này bắt đầu vào năm 1969 và hoàn thành năm 2000.

## Tương lai
PR-22 được dự tính nối dài đến Aguadilla.  Việc nối dài xa lộ này sẽ được thực hiện như một phần của kế hoạch hợp tác giữa chính phủ và tư nhân nhằm bảo trì và điều hành xa lộ PR-22 trong 40 năm tới.